# Lourens van den Akker
Lourens van den Akker (Apeldoorn, 8 maart 1989) is een Nederlands film-, televisie- en toneelacteur.
Van den Akker werd geboren in Apeldoorn en groeide op in Ureterp. Hij speelde op jonge leeftijd bij het Productiehuis voor Jongerentheater 'n Meeuw in Leeuwarden. Na zijn afstuderen aan het Drachtster Lyceum begon Van den Akker in 2006 Bouwkunde aan de NHL Hogeschool. In 2011 studeerde hij af aan de Toneelacademie Maastricht. Na zijn studie speelde hij verschillende voorstellingen bij het theatergezelschap Tryater. Hij richtte in 2012 samen met regisseur Jeek ten Velden het theatercollectief Akkers en Velden op. Hij maakte in 2007 zijn televisiedebuut in de soapserie Dankert en Dankert met de rol van Henk Dankert en in 2009 op het witte doek als een van de hoofdrollen in de film De Hel van '63 als Sjoerd Lelkema. In 2020 speelde hij in de televisieserie Vliegende Hollanders, geregisseerd door Joram Lürsen.

## Theater
- 2004: Adriaan Mol, 13 3/4 jaar (Productiehuis voor Jongerentheater 'n Meeuw)
- 2005: Goulash (Productiehuis voor Jongerentheater 'n Meeuw)
- 2006: De snatervogel heeft hoogtevrees (Productiehuis voor Jongerentheater 'n Meeuw)
- 2010: Drang (Tryater)
- 2011: Plukt ons (Toneelacademie Maastricht)
- 2012: In God we trust (Productiehuis 'n Meeuw)
- 2012: Not A Toy (KOBE)
- 2013: Heimwee naar Hurdegaryp, a trip down memory lane (Tryater)
- 2014: Son (Akkers en Velden)
- 2014: De Ijsvorstin (Tryater)
- 2015: Thuisfront  (Tryater)
- 2015: Grûn, in famyljekronyk (Tryater)
- 2017: Eén dag uit het knisperende leven van een plastic zakje (Tryater)
- 2017: Wat jo wolle (Tryater)
- 2018: De stormruiter (Jos Thie)
- 2018: Parsifall (Tryater)
- 2019: Part-time paradise (Theatercollectief Skoft&Skiep)
- 2019: Karlsson van het dak (Tryater)
- 2020: Brandstof (Karavaan)
- 2020: Kiem (Karavaan)
- 2021: False Flag (Akkers en Velden)